# Завершье (Кобринский район)
Заве́ршье (бел. Заверша) — деревня в Кобринском районе Брестской области Белоруссии. Входит в состав Тевельского сельсовета.
По данным на 1 января 2016 года население составило 31 человек в 20 домохозяйствах.

## География
Деревня расположена в 22 км к северо-западу от города Кобрин, 5 км от станции Тевли, в 72 км к востоку от Бреста, у автодороги Р102 Кобрин-Каменец.

## История
Населённый пункт известен с 1658 года как село имения Киватичи. В разное время население составляло:
- 1999 год: 70 хозяйств, 134 человека;
- 2005 год: 54 хозяйства, 93 человека;
- 2009 год: 62 человека;
- 2016 год[2]: 20 хозяйств, 31 человек;
- 2019 год[1]: 37 человек.